# Arkadi Rotenberg
Arkadi Romanovitsj Rotenberg (Russisch: Аркадий Романович Ротенберг) (Sint-Petersburg, 15 december 1951) is een Russische miljardair en zakenman. Samen met zijn broer Boris Rotenberg was hij mede-eigenaar van de Strojgazmontazj (SGM-groep), het grootste bouwbedrijf voor gaspijpleidingen en elektriciteitsleidingen in Rusland.
Hij werd in 2014 door Forbes op de 621e plaats vermeld als een van de rijkste personen ter wereld.  Hij is een naaste vertrouweling, zakenpartner en jeugdvriend van president Vladimir Poetin. Vanaf november 2017 schat Forbes zijn fortuin op $2,5 miljard. Rotenberg werd miljardair door lucratieve door de staat gesponsorde bouwprojecten en oliepijpleidingen. Het lekken van Pandora Papers impliceerde Rotenberg bij het faciliteren en onderhouden van uitgebreide netwerken van offshore rijkdom voor Russische politieke en economische elites. 
Hij is onderworpen aan persoonlijke sancties van de regering van de Verenigde Staten in verband met gebeurtenissen tijdens de Oekraïense crisis.